# Catoptria spatulellus
Catoptria spatulellus là một loài bướm đêm trong họ Crambidae.